# Эрмера (округ)
Эрмера (тетум, порт. Ermera) — один из округов Восточного Тимора. Административный центр — город Глену, расположенный в 30 км к юго-западу от столицы страны, Дили. Границы округа не изменились со времён португальского владычества.

## География
Расположен на западе центральной части страны. Эрмера — один из двух округов Восточного Тимора, не имеющих выхода к морю (второй — Айлеу). На севере граничит с округом Ликиса, на северо-востоке — с Дили, на востоке — с Айлеу, на юго-востоке — с Айнару, на западе — с Бобонару. Площадь округа составляет 770,83 км².

## Население
Население округа по данным на 2010 год составляет 117 064 человека; по данным на 2004 год оно насчитывало 103 199 человек. Средняя плотность населения — 151,87 чел./км². Средний возраст населения — 17,2 лет. 53,9 % населения считает родным язык мамбаи, 27,4 % — тетум и 17,7 % — кемак. По данным на 2004 год 97,6 % населения Эрмера составляют католики; 1,7 % являются преверженцами традиционных анимистических верований, 0,5 % исповедуют протестантизм и 0,1 % — ислам.

## Административное деление

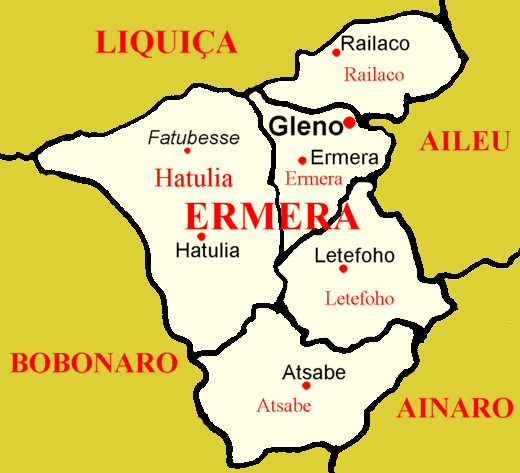
Aдминистративноe деления округа

В административном отношении подразделяется на 5 округов:
| Подрайон | Население, чел. (2010) | Площадь, км² |
| -------- | ---------------------- | ------------ |
| Атсабе   | 17 264                 | 167,90       |
| Эрмера   | 33 530                 | 93,68        |
| Хатулья  | 34 999                 | 274,42       |
| Летефоху | 20 887                 | 129,09       |
| Райлаку  | 10 384                 | 105,73       |

## Галерея

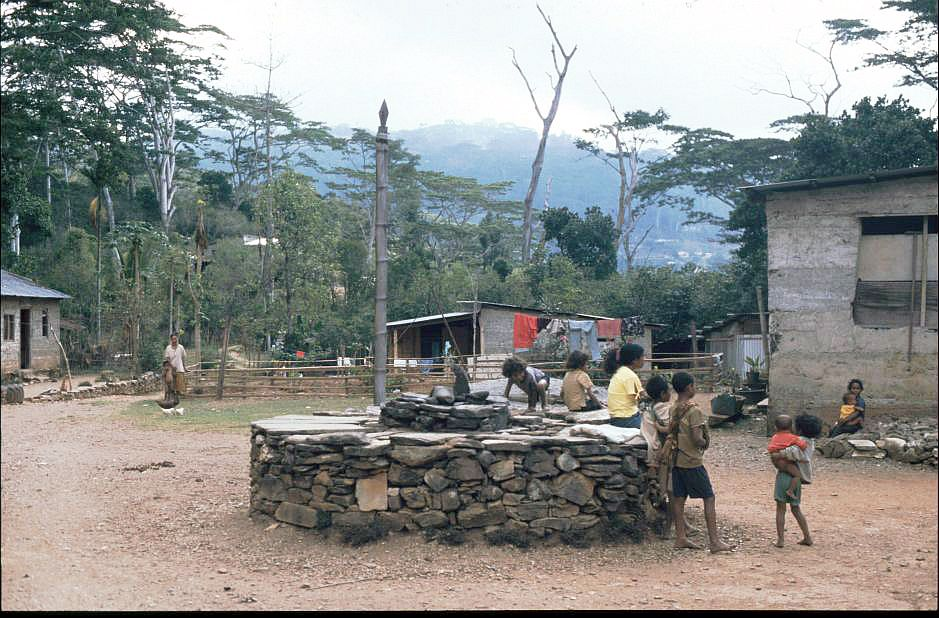
Жертвенник в деревне Мертуту
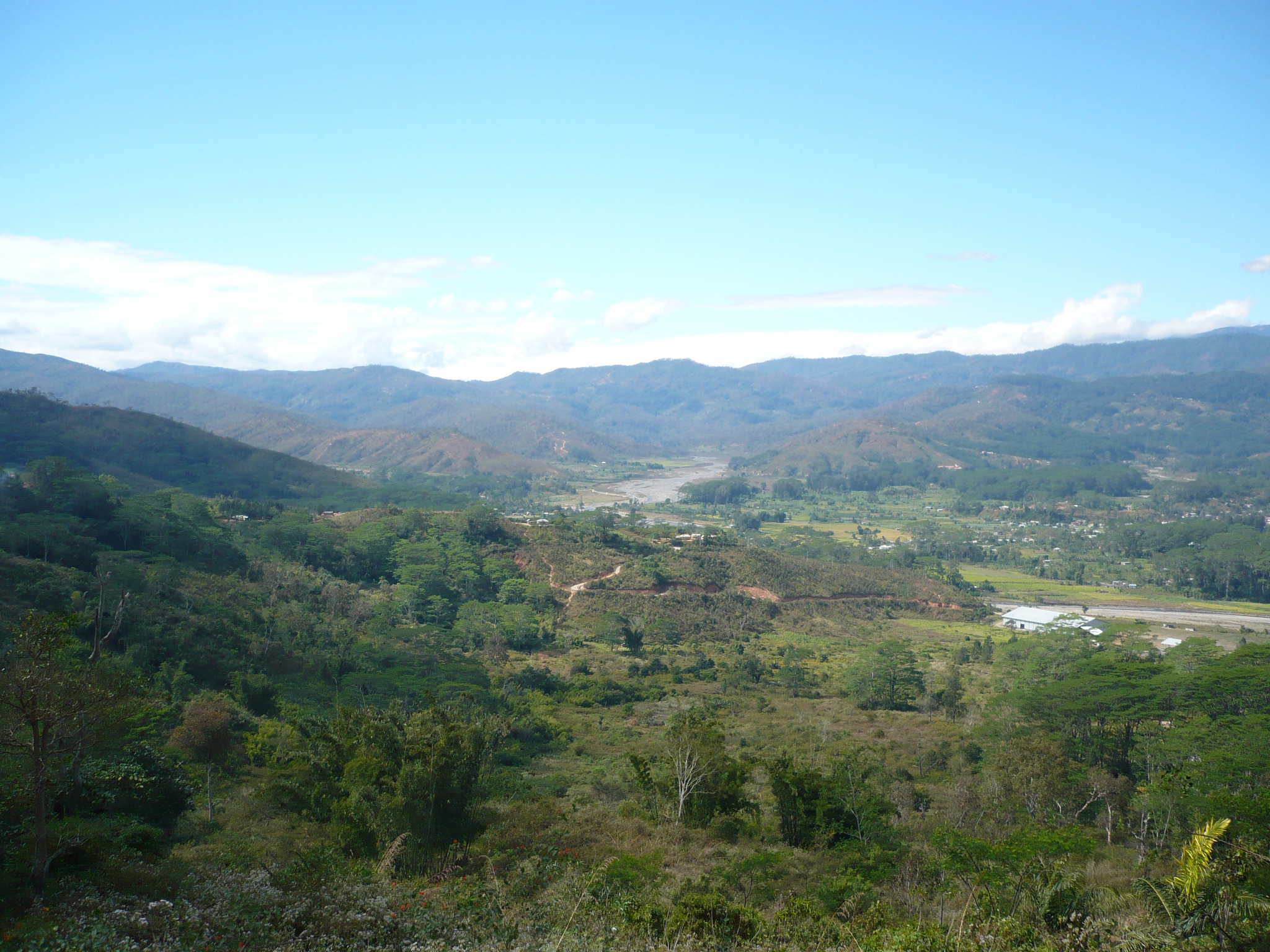
Вид на город Глену
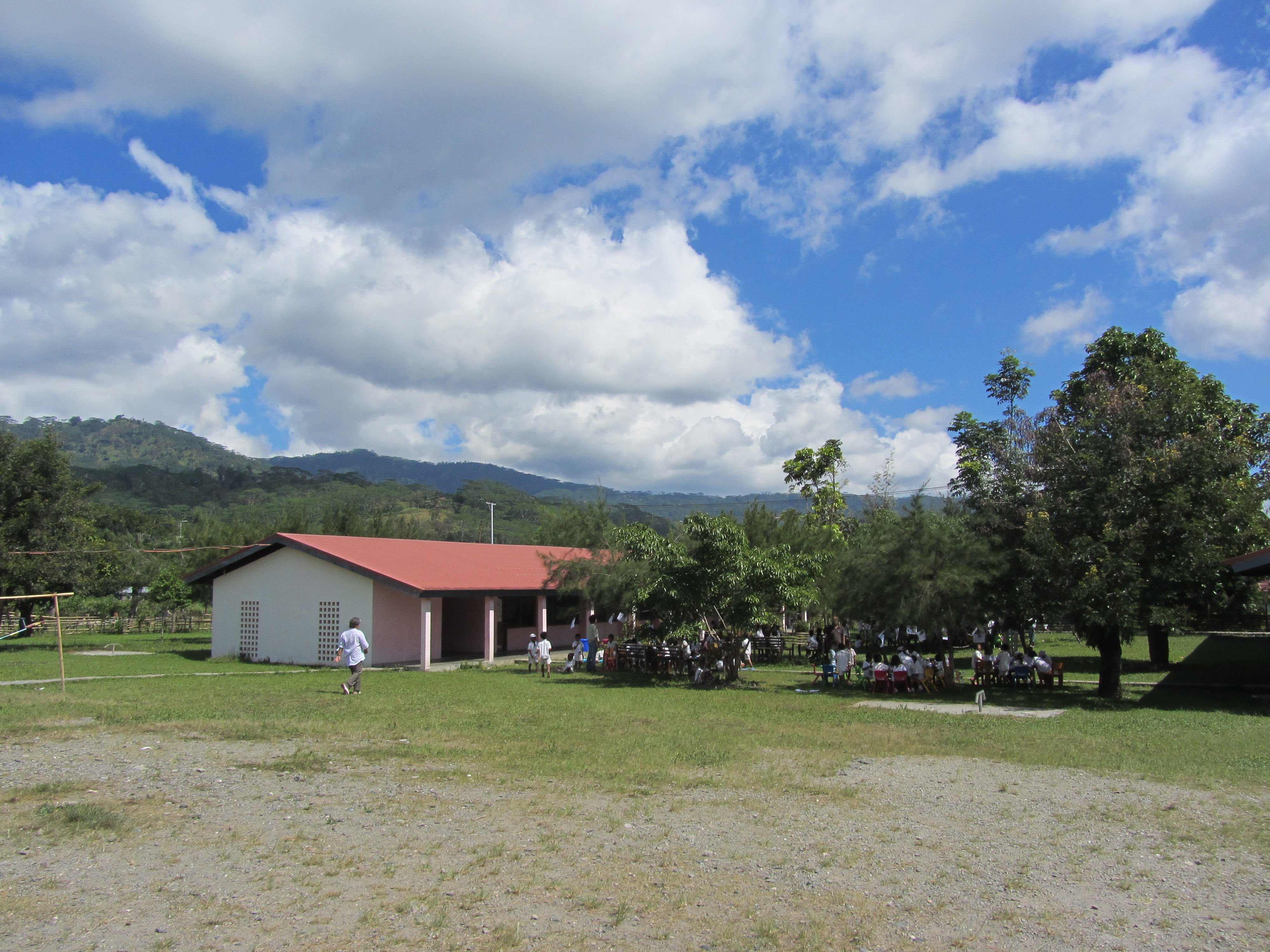
Школа в Глену